# Homophylax baldur
Homophylax baldur là một loài Trichoptera trong họ Limnephilidae. Chúng phân bố ở miền Tân bắc.